# Вайнилайтис, Мартинас
Марти́нас Вайнила́йтис (лит. Martynas Vainilaitis; 26 января 1933 — 20 июня 2006) — литовский детский поэт и писатель, переводчик, редактор, актёр. Заслуженный работник культуры Литовской ССР (1983).

## Биография
Родился в крестьянской семье. В 1957 году окончил театральный факультет Литовской государственной консерватории. Несколько лет работал актёром в Капсукском (ныне — Мариямпольском) драматическом театре. В 1955—1957 годах работал в журнале «Žvaigždutė» («Звёздочка»), в 1958 году в журнале «Moksleivis» («Школьник»), в 1959—1960 годах — в редакции газеты «Lietuvos pionierius» («Литовский пионер»), в 1965—1966 годах — в республиканской библиотеке. С 1965 года становится профессиональным писателем. В 1973—1995 годах был заместителем главного редактора в журнале «Genys» («Дятел»).

## Творчество
Будучи студентом, начал печатать стихи в периодической печати. В 1960 году опубликовал свою первую книгу — стихотворный сборник «Vyturiai palydi plūgą» («Жаворонки летят за плугом»). Это его первая и единственная книга для взрослых. В 1963 году появился первый сборник стихов для детей «Pupų pėdas» («Сноп фасоли»). В 1976 году был удостоен республиканской Государственной премии за книгу избранного «Mano volungėlė» («Моя иволга»). Позднее также неоднократно был отмечен престижными премиями. Две книги поэта были признаны лучшими детскими изданиями года («Чары костяной бабы», 1999, и «Маленький серебряный валёк», 2002). В 2003 году президент Литвы, Роландас Паксас, наградил Mартинаса Вайнилайтиса Офицерским крестом ордена Витаутаса Великого. Стихотворения поэта были переведены на русский и украинский языки.

## Награды
- 1976 год — Государственная премия Литовской ССР.
- 1983 год — Заслуженный работник культуры Литовской ССР.
- 1987 год — Премия Костаса Кублинскаса.
- 1998 год — Столичная премия.
- 1998 год — Премия Витаутаса Тамулайтиса.
- 2003 год — Офицерский крест ордена Витаутаса Великого.
- 2004 год — Детская литературная премия[3].

## Список произведений
- Vyturiai palydi plūgą (Жаворонки летят за плугом): [стихотворения]. — Вильнюс: Гос. изд-во худож. лит-ры, 1960.
- Pupų pėdas (Сноп фасоли): [стихотворения для детей]. — Вильнюс: Гос. изд-во худож. лит-ры, 1963.
- Varnėnų skudučiai (Дудочки скворцов): [стихотворения]. — Вильнюс: «Vaga», 1967.
- Ežio namas (Дом ежа): [маленькая поэма]. — Вильнюс: «Vaga», 1967.
- Mano volungėlė (Моя иволга): [избранные стихотворения]. — Вильнюс: «Vaga», 1975.
- Milžinas ir pelė (Великан и мышка): [книжка-игрушка]. — Вильнюс: «Vyturys», 1987.
- Bruknelė (Брусничка): [мифологическая сказка]. — Вильнюс: «Vyturys», 1991.
- Skruzdėlytė po kanopa (Муравьишка под копытом): [стихотворная сказка]. — Вильнюс: «Viltis», 1994.
- Žydras povas povinėja (Плавный голубой павлин): [избранные стихотворения]. — Вильнюс: изд-во Союза писателей Литвы, 1995.
- Miško Monas (Лесной Колдун): [сборник стихов]. — Вильнюс: «Meralas», 1997.
- Kaulo bobos apžavai (Чары костяной бабы): [сборник стихотворных сказок]. 1999. 183 pp.
- Sidabrinė kultuvėlė (Маленький серебряный валёк): [стихотворная сказка]. — Vilnius: Žara, 2002. 104 pp.
- Ežiukai Devyžiukai (Ёжата- из ушата): [стихотворная сказка]. — Вильнюс: «Žara», 2000.
- Pelėdos giesmė (Песнь совы): [стихотворная сказка]. — Вильнюс: «Žara», 2001.
- Karaliaus žentas (Королевский зять): [стихотворная сказка]. — Вильнюс: «Žara», 2003.
- Nykštukas Kilipštukas (Гномик-Килипоник): [стихотворная сказка]. — Вильнюс: «Žara», 2004[3].